# Hejőpapi
Hejőpapi là một thị trấn thuộc hạt Borsod-Abaúj-Zemplén, Hungary. Thị trấn này có diện tích 17,02 km², dân số năm 2010 là 1179 người, mật độ 69 người/km².